# 西高辻信良
西高辻 信良（にしたかつじ のぶよし、1953年〈昭和28年〉10月6日 - ）は、日本の神職。第39代太宰府天満宮宮司。福岡県神社庁長。神社本庁常務理事。

## 経歴
菅原道真の嫡流・高辻家の分家で、太宰府天満宮の宮司を世襲する西高辻家の4代目当主。
福岡教育大学附属福岡中学校、福岡県立修猷館高等学校を経て、1977年（昭和52年）に慶應義塾大学文学部社会学科を卒業し、翌年國學院大學神道学専攻科を卒業する。
1978年（昭和53年）3月15日、神職階位「明階」を授かり、同年11月1日、太宰府天満宮権宮司に就任。1983年（昭和58年）11月、太宰府天満宮宮司および竈門神社宮司に就任。2001年（平成13年）3月1日、神職階位の最高位である「浄階」、並びに神職身分一級を授かる。2007年（平成19年）、福岡県神社庁長に就任。2010年（平成22年）、神社本庁理事に就任。2015年（平成27年）2月、神職の最高身分である特級に昇任。2019年（令和元年）5月、神社本庁常務理事に就任。
西高辻家は、初代信厳（のぶかね）、2代信稚（のぶわか）、3代信貞、そして信良と、4代にわたって九州に国立博物館を誘致する運動を続けてきたが、2005年（平成17年）10月16日、その悲願を達成して九州国立博物館が開館した。なお、その敷地は全て太宰府天満宮から寄付されたものである。
境内にある太宰府天満宮幼稚園の卒園生でもあり、1987年（昭和62年）園長に就任。大相撲の元横綱・旭富士が部屋を興した際、天満宮として九州場所中の宿舎を提供しており、伊勢ヶ濱部屋の九州後援会長も務めるほか、滞在中は園児との触れ合いの機会を設けている。
妻の圭子はトーホー創業者であり社長を務めた待鳥初民の長女。息子は第40代宮司、信宏。

## エピソード
- 1979年4月17日、西高辻信良の結婚式において、親友であるさだまさしは、自ら信良に願い出て歌を歌った。本当は太宰府天満宮を舞台にした『飛梅』を歌いたかったが、内容的に不安があったため『秋桜』を歌ったという。なお、さだまさしが所有している長崎県大村湾の詩島にある神社「詩島天満宮」は、さだが太宰府天満宮から分祀して創建したものである。

- 5人組の女性歌手である、ももいろクローバーZ（ももクロ）とも親交があり、2015年には本殿前に特設ステージを設けて歌唱奉納を行うことを許可した[2]。歌唱奉納の前には大宰府政庁跡で同グループによるコンサートも開催され、西高辻家一同で観に行っている[3]。
- 福岡（天神）駅 - 太宰府駅を結ぶ西日本鉄道の観光列車の運行開始に際して、その列車名を大宰帥であった歌人・大伴旅人にちなんで「旅人」と命名した。

## 著書
- 『いま、知っておきたい神さま神社祭祀』主婦の友社、1986年。